# Amor sota l'arç blanc

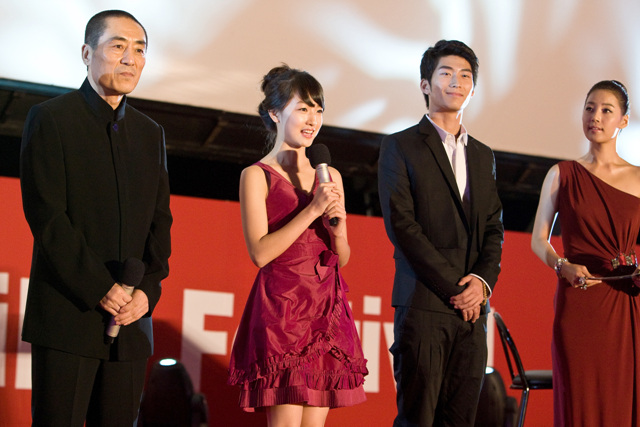
Zhang Yimou (el primer a l'esquerra) en l'estrena de la pel·lícula Amor sota l'arç blanc al Festival Internacional de Cinema de Busan (Corea del Sud) el 2010

Amor sota l'arç blanc (xinès simplificat: 山楂树之恋; xinès tradicional: 山楂樹之戀; pinyin: Shānzhāshù Zhī Liàn) és una pel·lícula de l'any 2010 dirigida per Zhang Yimou i protagonitzada per Zhou Dongyu i Shawn Dou, la qual fou editada en DVD i al català l'any 2013.

## Argument
La República Popular de la Xina durant els anys de la Revolució Cultural. La tímida Jing Zhang (Zhou Dongyu) ha de viatjar a un indret remot de muntanya per a la seua reeducació política. El seu pare ha estat empresonat per dretà i la seua mare lluita per alimentar els seus tres fills. Jing sap que el seu futur i el de tota la família depenen del seu bon comportament davant de les autoritats. Al poble coneix Sun Jianxin (Shawn Dou), el simpàtic fill d'un militar de l'elit del Partit Comunista Xinès. L'atracció entre ells és mútua, poderosa i innegable. El noi la festeja, però la mare de Jin (Meijuan Xi) li recorda que cal tindre molta prudència i li diu que no se n'enamori. Jing intenta resistir-s'hi, però Sun la persegueix i, malgrat tot, es continuaran veient d'amagatotis. L'amor pur, apassionat i secret floreix entre tots dos. Ningú ho ha de saber, i menys encara la mare de Jing. Tot d'una, Sun desapareix. Quan torna, Jing s'adona que alguna cosa ha canviat entre ells: haurà de revisar les seues idees sobre l'amor, l'honor i la lleialtat abans de decidir en què creu realment. La vida de tots dos mai no tornarà a ésser la mateixa.

## Context històric i artístic
Amor sota l'arç blanc és una pel·lícula senzilla, preciosa i amb algunes seqüències memorables. S'hi narra l'espontània, perseverant i gairebé clandestina relació sentimental entre dos joves, encaixant alhora una amargant visió de la Xina de Mao Zedong. Basant-se en una novel·la de trets autobiogràfics d'una poc coneguda autora xinesa, el director Zhang Yimou escenifica de forma sòbria, subtil i depurada un afable, però a la fi tràgic relat de sentiments, temeritats i vides condicionades. La trama s'ubica en els durs anys de la Revolució Cultural del president Mao Zedong. Les circumstàncies de repressió moral i social argumentades en la novel·la són traslluïdes diàfanament en el film, manifestant-se sense desmesura ni estridència, com un teló de fons que guarda la privacitat dels protagonistes. La figura central de la narració (la innocent filla d'un represaliat polític) s'enamora de l'agradós fill d'un general. Els joves intentaran relacionar-se i estimar-se, afanys obstaculitzats per un sistema en el qual s'imposa el puniment i la submissió a les normes del Partit Comunista Xinès. Malgrat els seus greus ingredients dramàtics, aquesta és una obra exquisida i folrada de caliu, tendresa i llum. Zhou Dongyu serà recordada pel paper de la pudorosa Jing, un altre antològic retrat femení en el millor cinema del realitzador xinès. Igualment relacionat amb la llum, cal esmentar l'excepcional ofici de l'operador fotogràfic Zhao Xiaoding, ja acreditat en cinc anteriors pel·lícules de Yimou, cas de La casa de les dagues voladores (2004), amb la qual va ésser nominat a l'Oscar.
Cal afegir que Zhang Yimou, cineasta crític, encara que no especialment combatiu amb el règim, va rodar la pel·lícula a la mateixa Xina, amb el corresponent permís de les renovades autoritats comunistes, que únicament veien en Mao un personatge històric i un líder molt llunyà en el temps.

## Frases cèlebres
| « | Jing: "La meua mare no permet que m'enamori abans que tingui 25 anys." Sun: "Doncs, m'esperaré que els facis." Jing: "I què passarà si, llavors, segueixo sense poder estar amb tu?" Sun: "Aleshores, t'esperaré tota la vida." | » |

## Premis
- 2011: Setmana Internacional de Cinema de Valladolid (Premi a la Millor Actriu)[4]